# Championnat d'Amérique du Nord, centrale et Caraïbe de football des moins de 15 ans
Le Championnat d'Amérique du Nord, centrale et Caraïbe de football des moins de 15 ans est une compétition de football organisée par la CONCACAF réservée aux sélections nationales de joueurs de moins de 15 ans, créée en 2013.

## Palmarès
| 2013 | Îles Caïmans | Honduras          | 2 - 1 | Guatemala          | Salvador          | 5 - 2                                | Bermudes |
| 2017 | États-Unis   | Mexique           | 2 - 0 | États-Unis         | Canada Panama     | Pas de match pour la troisième place | -        |
| 2019 | États-Unis   | Portugal (invité) | 2 - 0 | Slovénie (invitée) | Canada États-Unis | Pas de match pour la troisième place | -        |